# Kościół Niepokalanego Serca Maryi i Matki Bożej Ostrobramskiej w Białymstoku
Kościół pw. Niepokalanego Serca Maryi i Matki Bożej Ostrobramskiej w Białymstoku – jeden z białostockich rzymskokatolickich kościołów parafialnych. Należy do dekanatu Białystok - Dojlidy. Mieści się przy ulicy księdza Stanisława Suchowolca, w dzielnicy Dojlidy.

## Historia
Przed wybudowaniem kościoła Niepokalanego Serca Maryi i Matki Bożej Ostrobramskiej, prawie na tym samym miejscu, stała drewniana cerkiew pounicka pw. Narodzenia Najświętszej Marii Panny i proroka Eliasza, zbudowana w 1727 r. z fundacji rodu Radziwiłłów. Świątynia służyła katolikom obrządku wschodniego – unitom – do roku 1842, następnie obiekt przekazano prawosławnym. W 1919 r. cerkiew przejął Kościół rzymskokatolicki zmieniając jej wezwanie na Matki Bożej Ostrobramskiej. Niemal trzystuletnią świątynię użytkowano do lat 50. XX wieku, kiedy podjęto decyzję o jej rozbiórce.
W 1947 roku ksiądz proboszcz Antoni Lewosz rozpoczął starania o budowę nowej świątyni w Dojlidach. Projekt świątyni został sporządzony przez białostockiego architekta Stanisława Bukowskiego. Budowla została wzniesiona w latach 1949-1955. W dniu 28 sierpnia 1955 roku świątynia została konsekrowana przez biskupa Władysława Suszyńskiego. 
W latach 90. XX wieku, dzięki staraniom księdza proboszcza Stanisława Zdziecha, budowla została wyremontowana i została zmieniona aranżacja wnętrza. To właśnie w tym kościele odprawiał Msze święte za Ojczyznę ksiądz Stanisław Suchowolec, będący wikariuszem parafii, zamordowany w 1989 prawdopodobnie przez Służbę Bezpieczeństwa. 

## Architektura
Jest to kościół o dwóch nawach, silnie zgeometryzowany, posiada swoistą dekorację, architekturą nawiązuje do modernizmu dwudziestolecia międzywojennego. Dzięki swej architekturze jest jedną z ciekawszych budowli, wybudowanych w tym okresie w Polsce. 